# Ctenotus tantillus
Ctenotus tantillus este o specie de șopârle din genul Ctenotus, familia Scincidae, descrisă de Storr 1975. Conform Catalogue of Life specia Ctenotus tantillus nu are subspecii cunoscute.